# Cactus d’Or

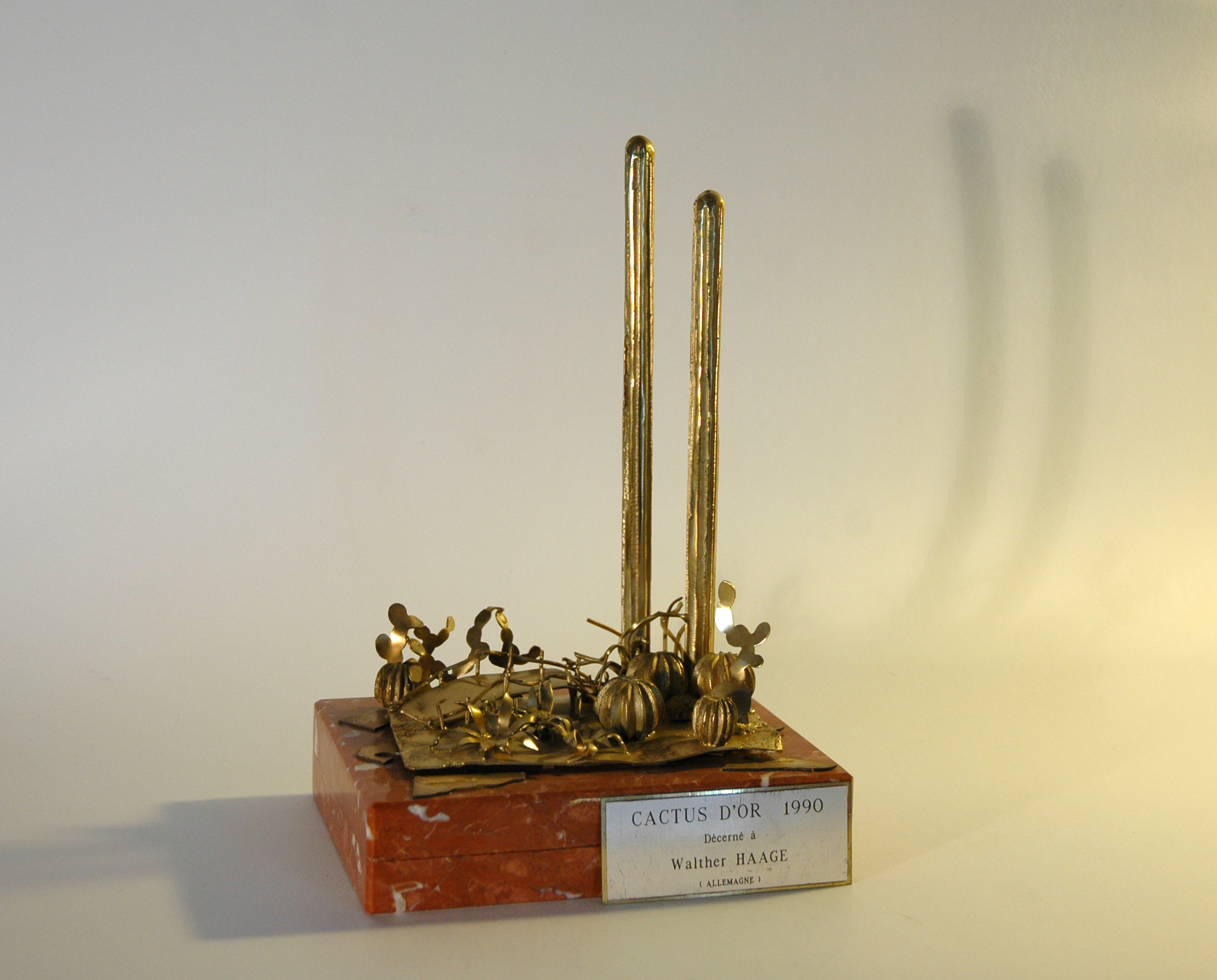
Der Cactus d’Or 1990 ging an Walther Haage

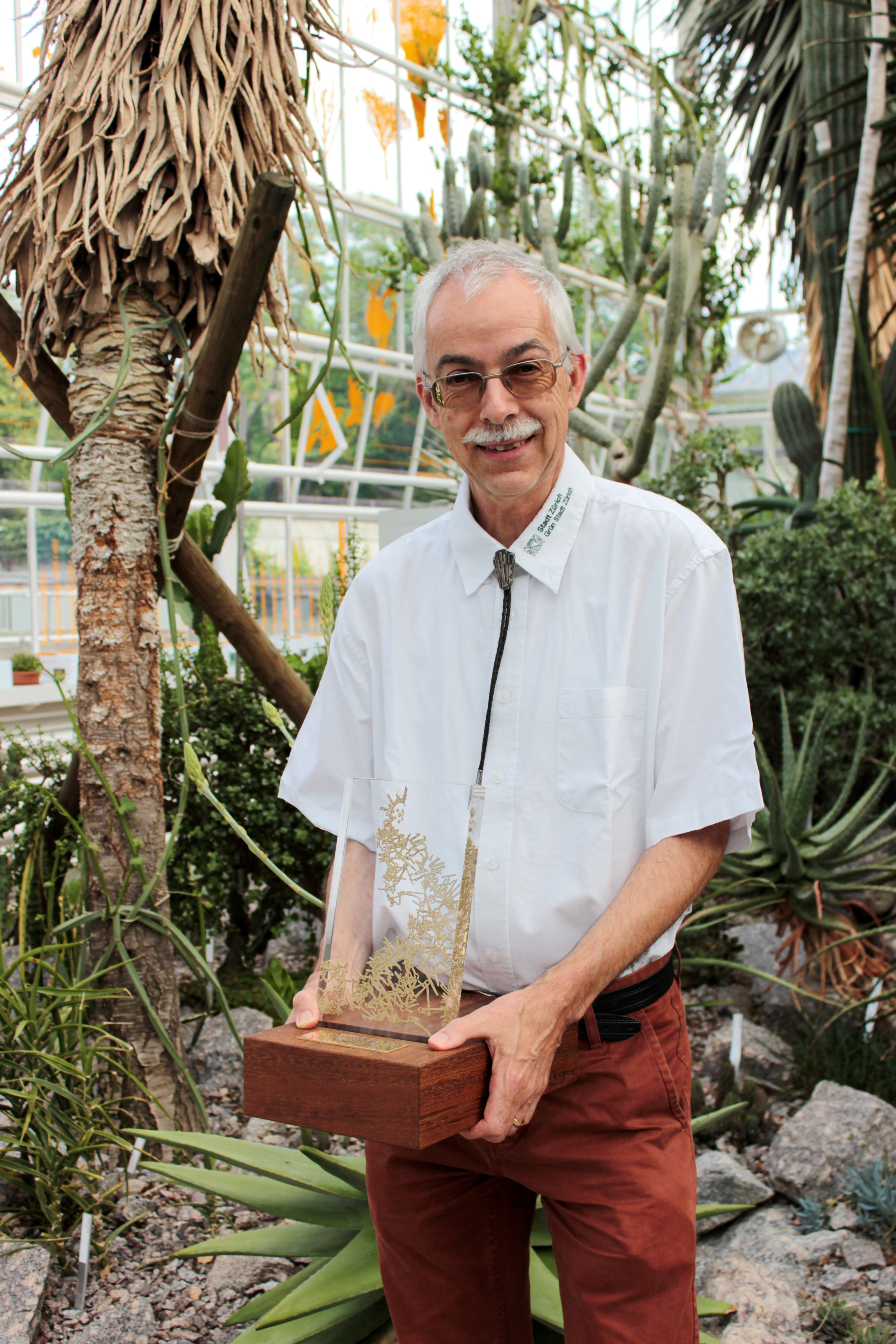
Urs Eggli mit dem Cactus d’Or 2014

Der Cactus d’Or, gestiftet vom Fürstentum Monaco, wird seit 1978 alle zwei Jahre von der Internationalen Organisation für Sukkulentenforschung (IOS) für Verdienste um die Sukkulentenforschung vergeben.

## Preisträger
- 1978: Werner Rauh
- 1980: Helia Bravo Hollis
- 1982: Gordon Douglas Rowley
- 1984: Lyman David Benson
- 1986: nicht vergeben
- 1988: Larry Charles Leach
- 1990: Walther Haage
- 1992: George Edmund Lindsay
- 1994: Hans-Dieter Ihlenfeldt
- 1996: Susan Carter Holmes
- 1998: Edward Frederick Anderson
- 2000: Diedrich Supthut
- 2002: Wilhelm Barthlott
- 2004: Gideon Francois Smith
- 2006: David Richard Hunt
- 2008: Leonard Eric Newton
- 2010: Myron William Kimnach
- 2012: Heidrun Hartmann
- 2014: Urs Eggli[1]